# Nunataki Bogorova
Nunataki Bogorova är en nunatak i Antarktis. Den ligger i Östantarktis. Australien gör anspråk på området. Toppen på Nunataki Bogorova är 997 meter över havet.
Terrängen runt Nunataki Bogorova är kuperad västerut, men österut är den platt. Trakten är obefolkad. Det finns inga samhällen i närheten.